# Acianthera teres
Acianthera teres är en orkidéart som först beskrevs av John Lindley, och fick sitt nu gällande namn av Eduardo Leite Borba. Acianthera teres ingår i släktet Acianthera och familjen orkidéer. Inga underarter finns listade i Catalogue of Life.

## Bildgalleri

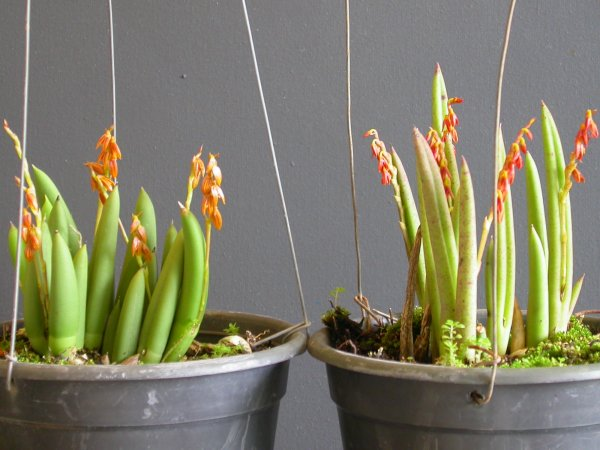
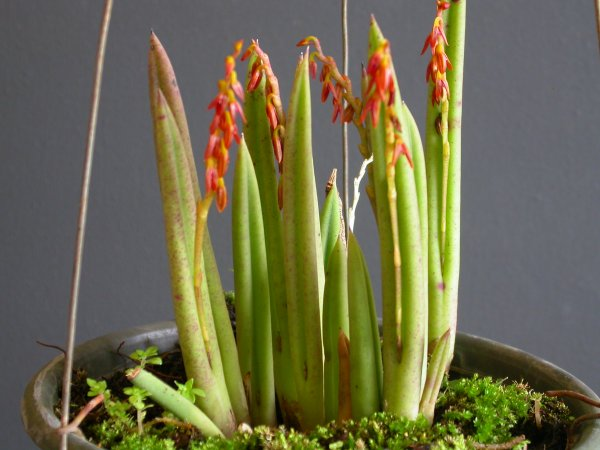
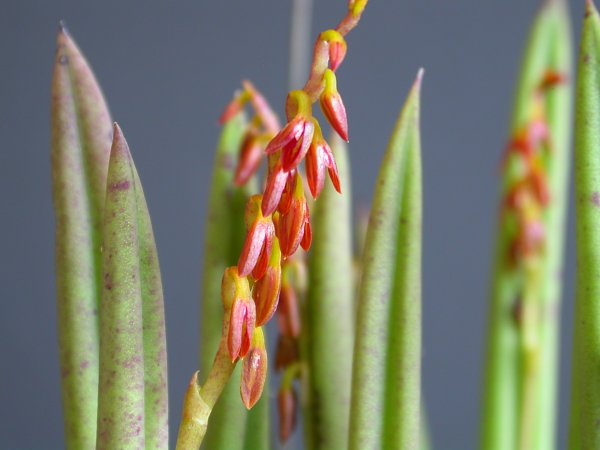
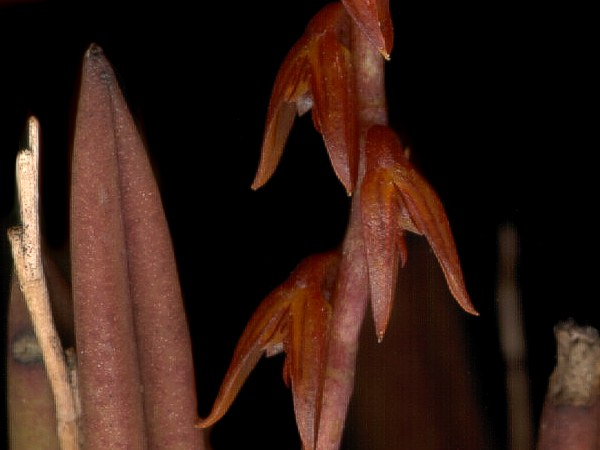
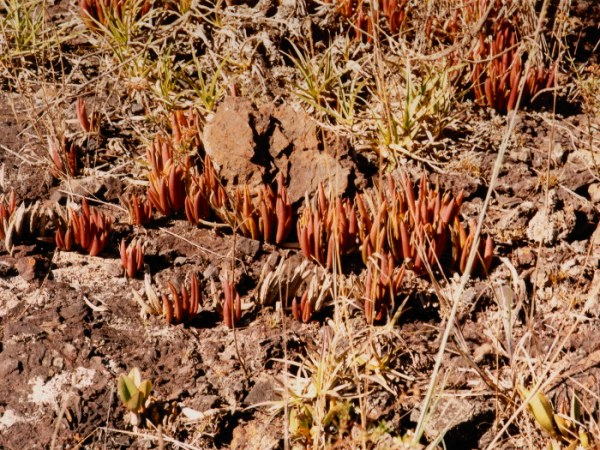
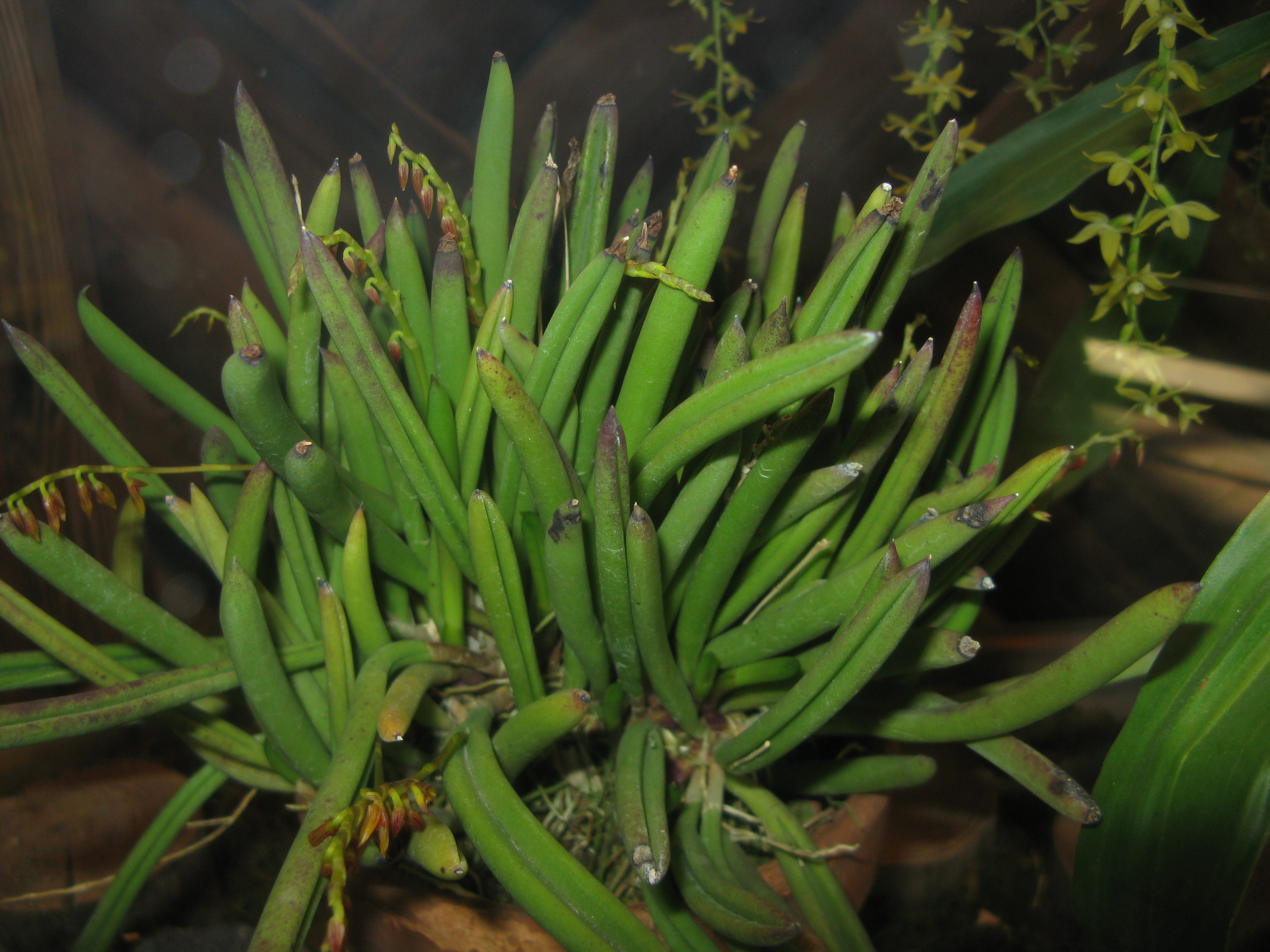